# 卡梅什基爾區
52°51′57″N 46°05′36″E / 52.86583°N 46.09333°E
卡梅什基爾區（俄语：Камешкирский район），是俄羅斯的一個區，位於該國西南部，由奔薩州負責管轄，面積1,270平方公里，2010年人口12,802，人口密度每平方公里10.08人。